# 氧-18
氧-18，為氧的同位素，有8個質子和10個中子，在氧化態為0時，則有8個電子，豐度為大約0.21%，佔地殼含量約0.1%。
18
O是生产氟代脱氧葡萄糖 (FDG) 的原料，后者可用于正电子发射计算机断层扫描 (PET)。 通常，在放射性药物工业中，使用回旋加速器或线性粒子加速器发射18 MeV 质子轰击富重氧水（H
218
O，会生成氟-18。 然后将其合成为FDG，注入患者体内。 它和氚反应，形成极重水：3
H
218
O 或 T
218
O，分子量 24。极重水的密度比普通水大接近 30% 。
18
O的准确测量取决于正确的分析，样品制备和存储程序。